# USAC National Championship 1973
USAC National Championship 1973 var ett race som kördes över 16 omgångar och vanns av Roger McKluskey, trots att han bara vann en tävling under hela säsongen. Wally Dallenbach slutade tvåa, Johnny Rutherford trea, medan Gordon Johncock vann Indianapolis 500.

## Delsegrare
| Datum        | Bana             | Vinnare            |
| ------------ | ---------------- | ------------------ |
| 7 april      | Texas World      | Al Unser           |
| 15 april     | Trenton          | A.J. Foyt          |
| 15 april     | Trenton          | Mario Andretti     |
| 30 maj       | Indianapolis 500 | Gordon Johncock    |
| 10 juni      | Milwaukee        | Bobby Unser        |
| 1 juli       | Pocono           | A.J. Foyt          |
| 15 juli      | Michigan         | Roger McKluskey    |
| 12 augusti   | Milwaukee        | Wally Dallenbach   |
| 26 augusti   | Ontario          | Wally Dallenbach   |
| 26 augusti   | Ontario          | Johnny Rutherford  |
| 2 september  | Ontario          | Wally Dallenbach   |
| 16 september | Michigan         | Billy Vukovich Jr. |
| 16 september | Michigan         | Johnny Rutherford  |
| 23 september | Trenton          | Gordon Johncock    |
| 6 oktober    | Texas World      | Gary Bettenhausen  |
| 3 november   | Phoenix          | Gordon Johncock    |

## Slutställning
| Plats | Förare             | Poäng |
| ----- | ------------------ | ----- |
| 1     | Roger McKluskey    | 3705  |
| 2     | Wally Dallenbach   | 2620  |
| 3     | Johnny Rutherford  | 2595  |
| 4     | Billy Vukovich Jr. | 2440  |
| 5     | Mario Andretti     | 2400  |
| 6     | Mike Mosley        | 2345  |
| 7     | Gordon Johncock    | 2240  |
| 8     | Gary Bettenhausen  | 2093  |
| 9     | Lloyd Ruby         | 1610  |
| 10    | A.J. Foyt          | 1580  |
| 11    | Lee Kunzman        | 1260  |
| 12    | Bobby Unser        | 1108  |
| 13    | Al Unser           | 1060  |
| 14    | Mike Hiss          | 1050  |
| 15    | Joe Leonard        | 1018  |